# Hésio Cordeiro
Hésio de Albuquerque Cordeiro (Juiz de Fora, 21 de maio de 1942 – Rio de Janeiro, 8 de novembro de 2020) foi um médico, professor e pesquisador brasileiro.
Nascido em Minas Gerais, mudou-se ainda na infância para a capital do Rio de Janeiro, onde cursou o Colégio Militar. Graduou-se em Medicina pela então Universidade do Estado da Guanabara, hoje Universidade do Estado do Rio de Janeiro (Uerj), em 1965. No início da década de 1970, transfere-se para os Estados Unidos, onde realiza aperfeiçoamento na Universidade do Kentucky em uma área da Medicina Preventiva que se denominava, na época, "Ciências da Conduta". Em 1971, participa da fundação do Instituto de Medicina Social (IMS) da Uerj, onde conclui o mestrado, em 1978. O doutorado realizou na Universidade de São Paulo, em 1981.
Foi presidente do Instituto Nacional de Assistência Médica da Previdência Social (INAMPS/MPAS), de 1985 a 1988, e reitor da Uerj, de 1992 a 1995. Dirigiu o curso de Medicina da Universidade Estácio de Sá, entre os anos 2002 e 2006, a Agência Nacional de Saúde Suplementar (ANS), de 2007 a 2010, e foi intitulado Doutor Honoris Causa pela Fundação Oswaldo Cruz (Fiocruz), em 2015.
Atuou ativamente no movimento pela reforma sanitária no Brasil, participou da idealização das bases estruturantes do Sistema Único de Saúde (SUS) e foi defensor do Programa Saúde da Família.